# Ключевая (Ангарский район)
Ключевая — посёлок в Ангарском городском округе Иркутской области России. Находится примерно в 21 км к югу от Ангарска.

## История
Входил в состав городского поселения Мегетское муниципальное образование Ангарского муниципального района. Законом Иркутской области от 10 декабря 2014 года № 149-ОЗ, с 1 января 2015 года все муниципальные образования ныне упразднённого Ангарского муниципального района, в том числе и Мегетское муниципальное образование, объединены в Ангарский городской округ.

## Население
| 2002 | 2010 | 2011 | 2012 |
| ---- | ---- | ---- | ---- |
| 11   | ↗23  | →23  | ↘21  |

По данным Всероссийской переписи, в 2010 году в посёлке проживали 23 человека (14 мужчин и 9 женщин).